# 德國統一條約
德國統一條約是德意志聯邦共和國與德意志民主共和國於1990年8月31日簽訂的關於德意志民主共和國解散、加入德意志聯邦共和國以及德國統一的條約。
1990年，兩德之間談判達成條約。德意志聯邦共和國的談判代表和簽字人是時任聯邦內政及國土部部長沃夫岡·蕭伯樂，德意志民主共和國方面的談判代表和簽字人是議會國務秘書君特·克勞斯。該法案於1990年9月20日由東德人民議會通過（299票贊成，80票反對，1票棄權）。同日，西德聯邦議院批准了該條約（440票贊成，47票反對，3票棄權）。

## 起草歷史
1990年5月18日，兩德簽署第一個國家條約（貨幣、經濟和社會聯盟）。在建立了經濟和社會統一之後，政治/國家統一仍然缺乏。顯然，德意志民主共和國應以加入宣言的形式邁出第一步。此後，德意志聯邦共和國將不再能夠決定德意志民主共和國是否加入德意志聯邦共和國，而只能決定如何加入。德意志聯邦共和國基本法提供了兩個選項：

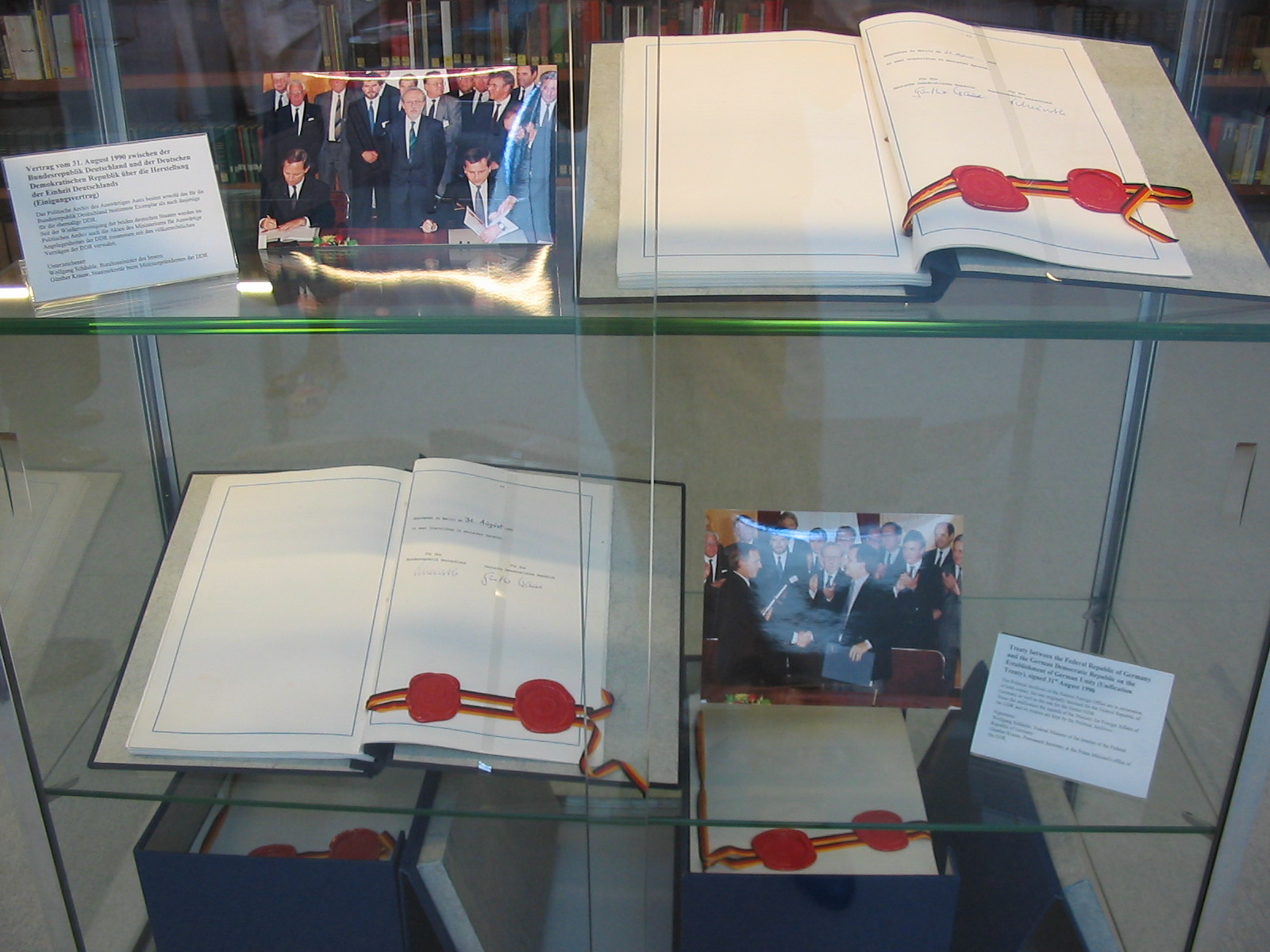
兩份統一條約副本均保存在柏林聯邦外交部的檔案中

- 根據基本法（舊版）第23條（德语：Artikel 23 des Grundgesetzes für die Bundesrepublik Deutschland (1949)），需要明確是否透過國際條約或過渡立法的方式來協調全德（德语：Gesamtdeutschland）的憲法秩序和其他法律體系領域；
- 根據基本法第146條 （页面存档备份，存于），通過新的全德憲法。[2]

該決定依據《基本法》第23條以及國際條約的初步規劃。其優點在於，許多統一面臨的問題可以透過針對國際條約的立法來解決，從而為迅速建立法治與統一創造可能性。

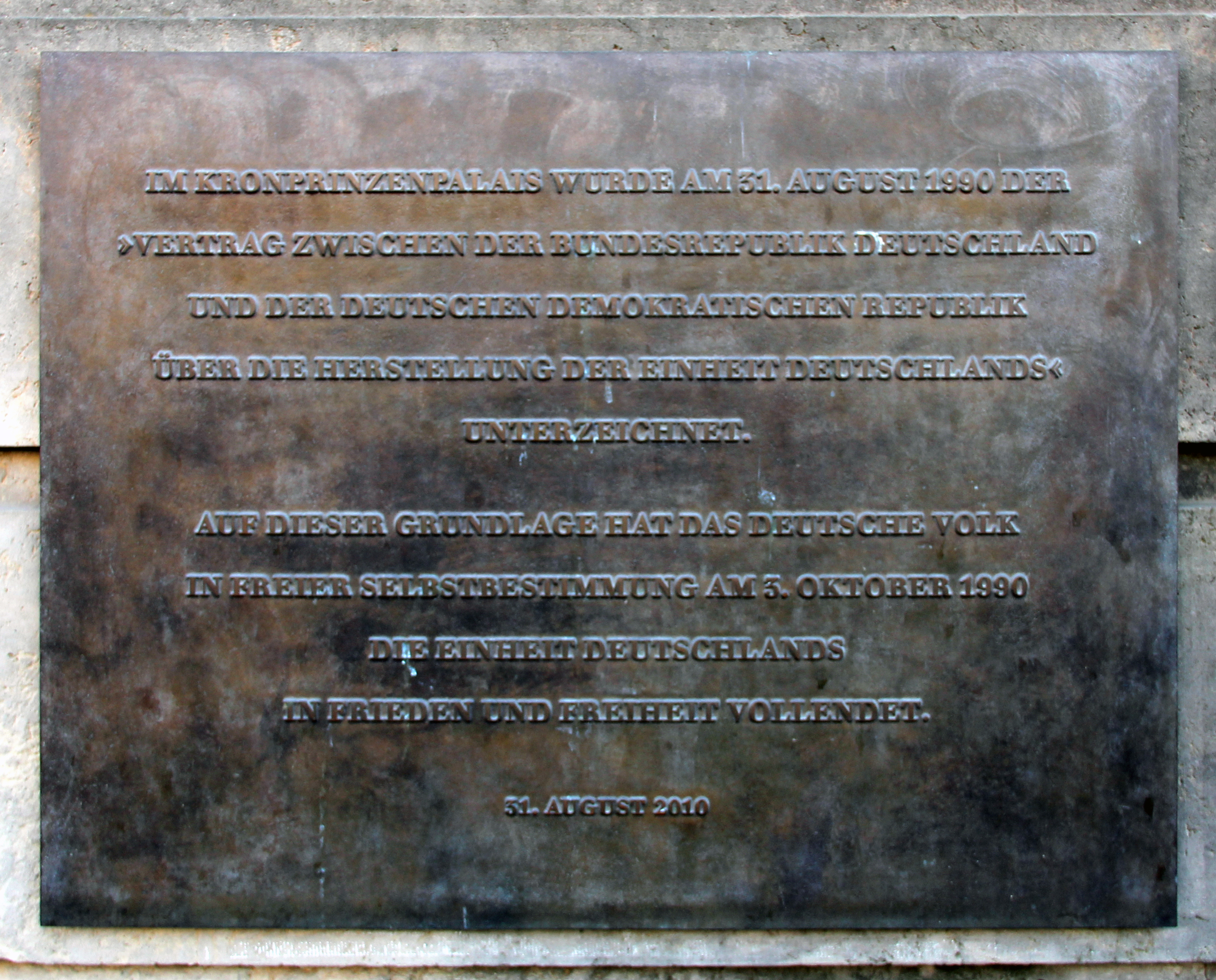
位於柏林市米特區菩提樹下大街3號的太子宮的紀念牌匾

## 概述
德意志統一條約規定了德意志聯邦共和國基本法自1990年10月3日（德國統一日）起在德意志民主共和國領土內生效。同時，東德解散，分裂為五個邦。此外，先前僅限於城市西部的柏林邦（西柏林）與城市東部合併；因此，根據1920年的大柏林法案，新成立的柏林聯邦州與柏林市基本對應。
包括以下幾點：
- 德意志民主共和國根據舊版基本法第23條（德语：Artikel 23 des Grundgesetzes für die Bundesrepublik Deutschland (1949)）加入德意志聯邦共和國基本法的適用範圍，該法在序言（德语：Präambel des Grundgesetzes für die Bundesrepublik Deutschland）中定義了新的邦及其存在；
- 柏林將統一為一個邦，並成為德國統一後的首都（德语：Bundeshauptstadt）；
- 德意志聯邦共和國接管德意志民主共和國的資產，並承擔其國家債務。

德國統一條約在國際法上生效的前提是四國簽署關於最終解決德國問題條約（又稱2+4條約），四國在該條約中放棄保留權。因此，締約雙方同意，建立德國統一的規定不損害簽署時同盟國對柏林和整個德國仍然存在的權利和責任，也不損害關於建立德國統一的外部方面的談判尚未達成的成果。
統一條約同時也是一部憲法條約[…]；因為第三條規定，整部基本法（部分修正後）作為加入方的憲法。東德的舊憲法被廢除，以基本法作為憲法，並承擔了通過這種憲法所帶來的一切後果。——克勞斯·斯特恩，《德國憲法的歷史基礎。從舊德意志帝國到統一後的德意志聯邦共和國的憲法發展》，第1977頁
德國統一條約附件一規定了德意志聯邦共和國的法律規範在加入領土內的生效。除少數例外情況外，這些協定在前德意志民主共和國領土加入後立即生效。先前的東德法律基本上同時失效（例如東德民法典和家庭法典）。例外情況是，根據德國統一條約附件二，一些個別條款在新聯邦州內繼續作為邦法律適用，例如公墓法。 1990年6月15日《德意志聯邦共和國政府和德意志民主共和國政府關於解決未償資產問題的聯合聲明》被列為德國統一條約附件三。此外，締約國也就統一條約的實施和解釋達成了一致。該協議包含了後來制定史塔西記錄法時必須考慮的關鍵點。
同時，仍然適用的此類規定也已被新的邦立法基本廢除。

## 實現統一
基本法為實現德國統一提出了兩種不同的路徑：舊版基本法第23條規定，在基本法繼續適用的同時，德國其他地區可以加入聯邦領土，如1957年薩爾蘭加入聯邦；第146條則允許聯合製定新憲法。
德國統一條約落實了舊版基本法第23條的可能性，規定「德意志民主共和國於1990年10月3日根據基本法第23條加入德意志聯邦共和國」，並規定從此時起，德意志民主共和國各邦成為德意志聯邦共和國的邦（德國統一條約第1條 （页面存档备份，存于））。同時，基本法對這些邦生效（德國統一條約第3條 （页面存档备份，存于））。顯然，新聯邦州不屬於德意志聯邦共和國基本法的適用範圍，因為它們才剛成立，尚未選出代表（它們的選舉直到1990年10月14日才舉行）。人民議院就該加入進行了投票。因此，東德將作為「德國的另一部分」加入聯邦——根據德國聯邦憲法法院的判決，毫無疑問，東德就是這樣的一部分。前東德領土上的新邦是在加入德意志聯邦共和國的同時成立的。
由於前東德領土的加入，德國統一條約第4條 （页面存档备份，存于）對德意志聯邦共和國基本法作出修改，具體如下：
1. 修改後的序言不再提及先前的統一要求（德语：Wiedervereinigungsgebot），而是提到了現在已經發生的統一：「巴登-符騰堡州、巴伐利亞州、柏林、勃蘭登堡州、不來梅州、漢堡州、黑森州、梅克倫堡-前波美拉尼亞州、下薩克森州、北萊茵-威斯特法倫州、萊克倫堡-前波美拉尼亞州、下薩克森州、北萊茵-威爾特法倫州、萊克茲、萊克茨克茨斯泰因州和圖林根的德意志人民，依據自由自決的原則，完成了德國的統一和自由。因此，本基本法適用於全體德國人民。」
2. 由於不再有德國領土可以納入德意志聯邦共和國基本法的適用範圍，當時的基本法第23條被廢除。[8]
3. 德意志聯邦共和國基本法第146條以前提到了預期的統一，並提到如果制定新憲法，德意志聯邦共和國基本法將不再適用，但現在該條被改寫為：「本基本法在德國實現統一和自由後，適用於全體德國人民，並在德國人民自由決定制定的憲法生效之日起失效。」

最後，德國統一條約第五條 （页面存档备份，存于）建議「統一後的德國立法機關應於兩年內處理有關德國統一的有關基本法修改或補充的問題」。
其它文章則涉及國際法問題、德意志民主共和國法律的持續有效性、資產轉移等議題。

## 人民議會、聯邦議院和聯邦參議院批准
1990年9月20日，東德人民議會和西德聯邦議院就各自的轉化法進行了投票。在人民議會，299名議員投票支持該條約，80名來自民主社會主義黨和聯盟90/綠黨派別的議員投了反對票，1名議員棄權。
在聯邦議院中，有440名議員對統一條約投了贊成票，綠黨和基民盟/基社盟派系中有47人投了反對票（其中聯盟黨有13人投了反對票），3人棄權。 1990年9月21日，聯邦參議院一致通過了這項法律。

## 生效後的變化
德國統一條約自生效以來已經過數次修訂——最近一次是在2021年——但出於某些原因，只有聯邦議院和聯邦參議院進行了修訂，因為它們現在是聯邦一級唯一的立法機構。除認證副本的更正外，這僅涉及刪除不再適用的章節。

## 刊物
- 沃夫岡·蕭伯樂：合約。 我如何談判德國統一。由 Dirk Koch 和 Klaus Wirtgen 編輯並作序，Deutsche Verlags-Anstalt，斯圖加特 1991 年，ISBN 3-421-06605-1。
- 烏爾里希·法斯滕拉特（德语：Ulrich Fastenrath）：德國兩州統一中關於國家繼承的規定。來源：《海外憲法與法律/非洲、亞洲和拉丁美洲的法律與政治》，第 25 卷，第 1 期（1992 年第 1 季），第 67-83 頁（PDF）。
- 漢斯·尤爾根·庫斯特斯（德语：Hanns Jürgen Küsters），丹尼爾·霍夫曼：德國統一。摘自 1989/90 年聯邦總理府檔案的特別版。有關德國政策的文件。 R. Oldenbourg Verlag，慕尼黑 1998 年。
- 安德烈亞斯‧羅德（德语：Andreas Rödder）安德烈亞斯‧羅德：德國，一個統一的祖國。統一的歷史。 C.H.貝克，慕尼黑 2009 年。
- 克勞斯·斯特恩（德语：Klaus Stern）、布魯諾·施密特-布雷布特雷（德语：Bruno Schmidt-Bleibtreu）（編）：統一條約和選舉條約，包括條約法、理由、解釋和材料。 C.H.貝克，慕尼黑 1990 年。  麥可沃特：德國統一談判：內部進程。收錄於：《德國統一手冊 1949–1989–1990》（沃納·魏登菲爾德（德语：Werner Weidenfeld）、卡爾·魯道夫·柯特（德语：Karl-Rudolf Korte）編）。聯邦公民教育局（德语：Bundeszentrale für politische Bildung），波恩，1999 年。

## 網路連結
- 德國統一條約（德国国家图书馆目录相关文献）
- 1990 年 9 月 20 日《關於德意志民主共和國與德意志聯邦共和國建立德國統一條約的法律－統一條約》（憲法），附有《統一條約》，載於：1990 年 9 月 28 日《民主德國法律公報》第一部分第 64 期，第 1627 頁及後續頁（電子版）
- 德国統一條約的歷史 （页面存档备份，存于）
- 條約最後一頁的圖片，上面有朔伊布勒（聯邦共和國）和克勞斯（民主德國）的簽名 （页面存档备份，存于）